# Zacatón
A Zacatón egy öt cenotéből álló rendszer egyik tagja Mexikó Tamaulipas államának délkeleti részén. Mélysége a 300 métert is meghaladja, és meleg (30 °C-os) vízzel van tele. Különlegességei a felszínén úszó kör alakú, több méter átmérőjű növényszigetkék. Nevét a szigeteket alkotó zacate fűféléről kapta.

## Elhelyezkedés
A cenoték Tamaulipas állam Aldama községében találhatók, a községközponttól északnyugatra 12 km távolságban, El Nacimiento falu közvetlen közelében. A földben tátongó lyukak legdélebbi tagja maga a Zacatón, tőle északra még több hasonló, kisebb cenote is található, illetve néhány jellegzetesen kör alakú, növényzettel benőtt mélyedés. A környező terület kb. 200–220 méteres tengerszint feletti magasságban fekszik, észak felé enyhén emelkedő síkvidék.

## Búvárkodás

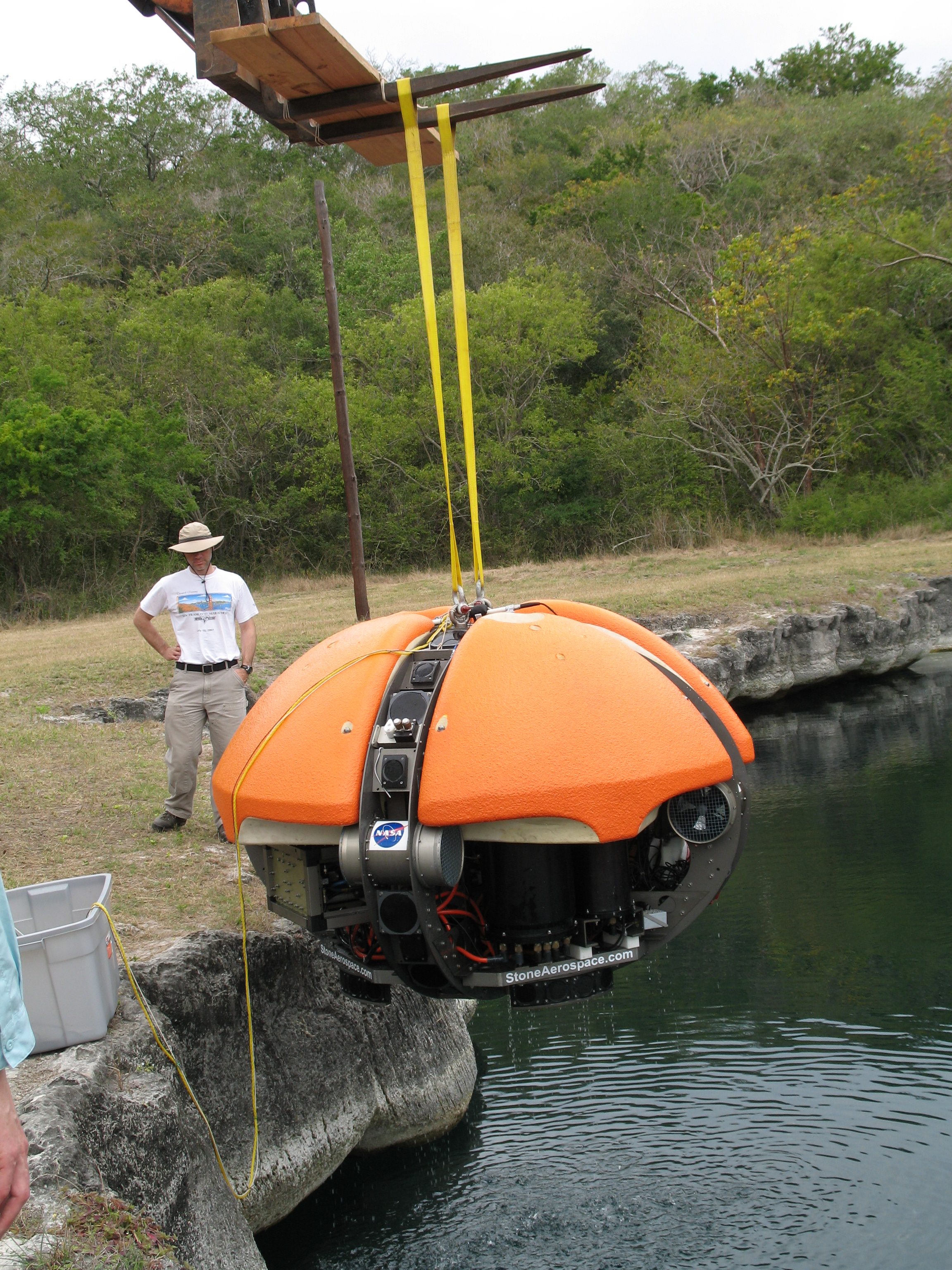
A DEPTHX merülés előtt az egyik környező cenoténél, a La Pilitánál

A Zacatónt egyre több búvár keresi fel. 1993-ban Ann Kristovich új barlangi női mélységi rekordot állított fel 169 m-es merülésével, 1994. április 6-án pedig Jim Bowden és Sheck Exley próbálták meg elérni a barlang fenekét. Bowden 282 m-ig merült és ezzel ő is rekordot állított fel, de Exley kb. 270 m-es mélységben meghalt, feltehetően a nagy nyomás miatt fellépő HPNS szindróma következtében.
2007-ben a NASA végzett kísérleteket a Zacatón és a környező többi cenote vizében: leküldték a DEPTHX nevű járművüket, melyet arra terveztek, hogy majd a Jupiter Europa nevű holdját kutassa.

## Jellemzői
A kör alakú Zacatón átmérője körülbelül 116 méter, mélységére több különböző adatot mondanak: 305 m vagy 339 m. Vizének teljes térfogata mintegy 9,5 millió m³, kémhatása igen gyengén savas (pH-ja 6,9), kénes szagokat áraszt. Falát mintegy 35–40 méteres mélységig mikroorganizmusok rétege fedi, ez a réteg feljebb a beszűrődő fénynek köszönhetően zöld, lejjebb vörös és lila színű.